# Vision of the Seas
Die Vision of the Seas ist ein 1998 in Dienst gestelltes Kreuzfahrtschiff der Reederei Royal Caribbean International. Sie ist die letzte fertiggestellte Einheit der 1995 eingeführten Vision-Klasse, die aus ihr selbst und den Schwesterschiffen Splendour of the Seas, Rhapsody of the Seas, Legend of the Seas, Grandeur of the Seas und Enchantment of the Seas besteht.

## Geschichte
Die Vision of the Seas wurde am 29. Oktober 1996 unter der Werftnummer F31 bei Chantiers de l’Atlantique in Saint-Nazaire auf Kiel gelegt. Der Stapellauf des Schiffes fand am 1. September 1997 statt. Nach der Taufe in Southampton am 26. April 1998 wurde die Vision of the Seas am 2. Mai 1998 für Royal Caribbean International in Dienst gestellt. Das anfangs noch in Liberia registrierte Schiff wurde 2002 auf die Bahamas mit Heimathafen Nassau umgeflaggt. 
2013 wurde die Vision of the Seas modernisiert. Eine Filmleinwand wurde am großen Pool-Deck hinzugefügt, und diverse neue Restaurants eingerichtet. Die Kabinen wurden mit Flachbildschirmen ausgestattet. Zudem besteht jetzt auf dem gesamten Schiff WLAN, um im Internet zu surfen. Zur Betreuung von Säuglingen und Kleinkindern zwischen 6 und 36 Monaten wurde eine Krippenbetreuung geschaffen.

## Ausstattung

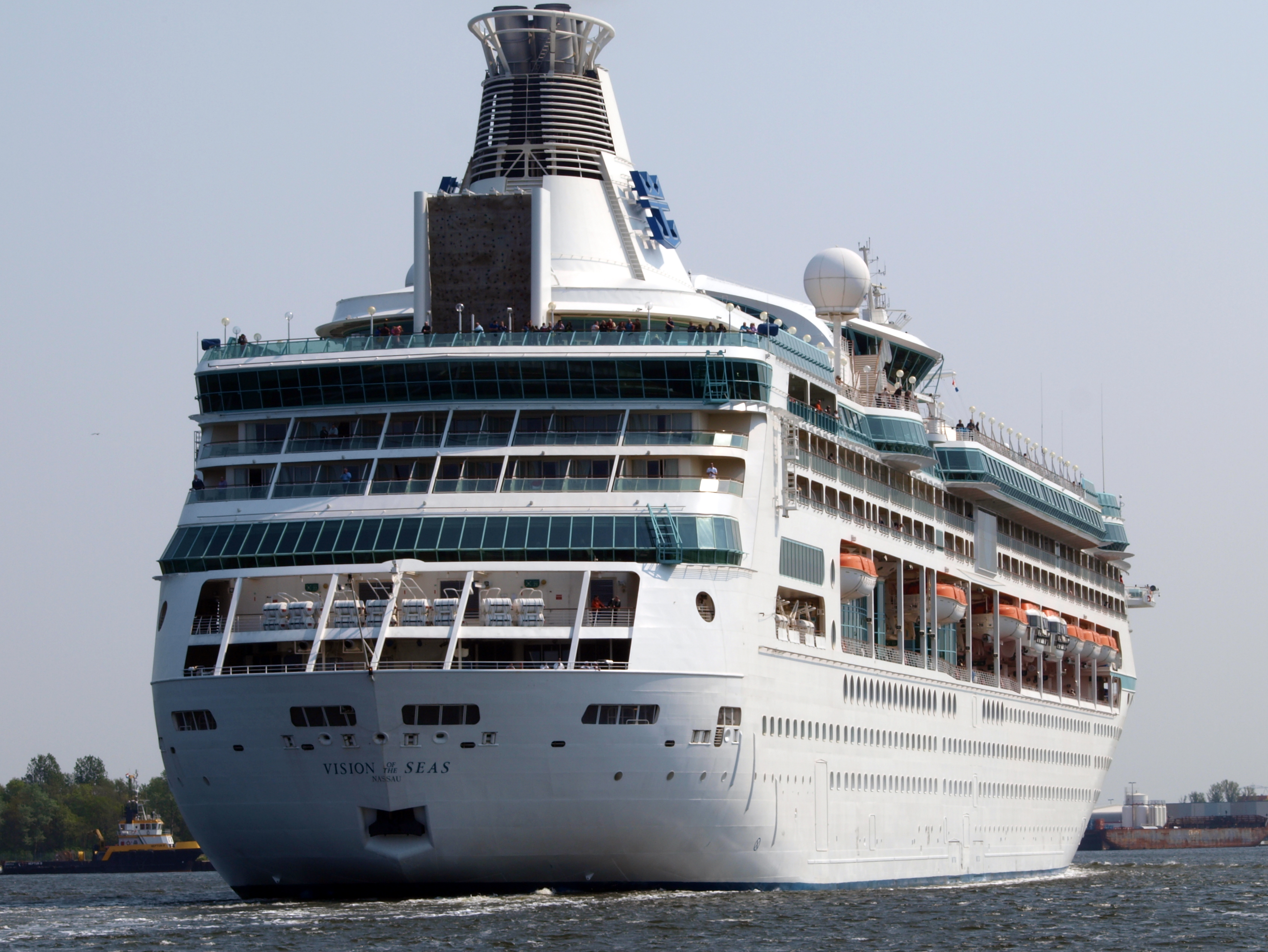
Heckansicht des Schiffes mit der Kletterwand hinter dem Schornstein

Die Vision of the Seas kann bis zu 2.416 Passagiere auf insgesamt zehn öffentlichen Decks befördern. Zur Ausstattung des Schiffes gehört unter anderem ein Casino, sechs Whirlpools (zwei innen, vier außen), ein Salzwasserpool, ein Spa- und Fitnessbereich sowie mehrere Bars und Lounges. An Deck der Vision of the Seas befindet sich außerdem eine Filmleinwand sowie eine Kletterwand hinter dem Schornstein des Schiffes. Mittelpunkt des Schiffes ist das Atrium (genannt Centrium), das über eine Bar, eine kleine Bühne sowie eine Tanzfläche verfügt.